# (14489) 1994 UW
1994 يو دابليو (ويعرف أيضًا باسم (14489) 1994 يو دابليو وفق تسمية الكوكب الصغير) (بالإنجليزية: 1994 UW)‏ هو كويكب ضمن حزام الكويكبات؛ وترتيبه 14489 من حيث الاكتشاف.
اكتُشف هذا الجُرم الفلكي بواسطة Yoshisada Shimizu ‏ في 31 أكتوبر 1994.

## وصلات خارجية
- (14489) 1994 UW في قاعدة بيانات مختبر الدفع النفاث لأجرام النظام الشمسي الصغيرة

- الاكتشاف · مخطط المدار ·  العناصر المدارية · المعلمات المادية

- (14489) 1994 UW على موقع ويكي سكاي: DSS2, SDSS, GALEX, IRAS, Hydrogen α, X-Ray, Astrophoto, Sky Map, Articles and images